# Henricus Ludovicus Quesnel
Henricus Ludovicus Quesnel (gedoopt Delft, 16 januari 1752 – aldaar, 21 juni 1804) was een koopman en politicus ten tijde van de Bataafse Republiek.

## Familie
Quesnel (ook Quesel, Quenel, Quinel, Kinel) was een zoon van Henricus Quesnel (1714-1763) en Geertrui Dijkman (gedoopt 1729). Zijn vader was zeefmaker in Delft. Hij trouwde in 1770 met Petronella van Oosterhoudt (begraven 1776); uit dit huwelijk werden drie kinderen geboren. Na haar overlijden hertrouwde hij in 1792 met Anna Ploeger (1751-1810), weduwe van Frederik Cornelis Zwaanhals; uit dit huwelijk werden geen kinderen geboren.

## Loopbaan
Quesnel was koopman in Delft. Hij werd in 1795 lid van de Vergadering van Provisionele Representanten van het Volk van Holland. Vervolgens was hij lid van de diverse opvolgende landelijke wetgevende colleges; hij was lid van de Eerste Nationale Vergadering (1796-1797), lid van de Tweede Nationale Vergadering (1797-1798), lid van de Constituerende Vergadering (1798) en lid en voorzitter van de Tweede Kamer (1798-1801) van het Vertegenwoordigend Lichaam. Vanaf 1801 was hij ambteloos. Quesnel overleed in 1804, op 52-jarige leeftijd.